# Bemvindo Sequeira

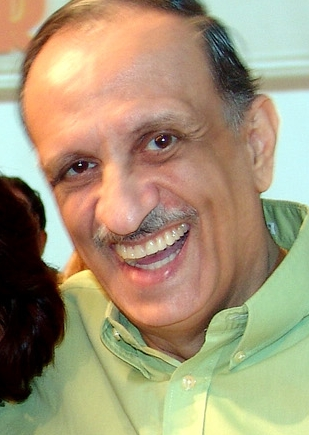
Bemvindo Sequeira

Bemvindo Sequeira (* 27. Juli 1947) ist ein brasilianischer Schauspieler, Komiker, Autor und Theaterregisseur.

## Leben
Sequeira spielte viele Theater- und Fernsehrollen. In Brasilien wurde er bekannt durch seine Rollen in verschiedenen Telenovelas. Als Autor veröffentlichte er das Buch "Humor, Graça e Comédia".

## Veröffentlichungen
- Bemvindo Sequeira: Humor, Graça e Comédia, 128 Seiten, Verlag Litteris, ISBN 85-7298-950-1

## Filmografie
- 1989: Tieta
- 1997 – Mandacaru
- 2007: Luz do Sol
- 2009: Bela, a Feia
- 2009: Poder Paralelo
- 2010: Balada, Baladão
- 2012: Máscaras